# دارة رقمية لقياس التردد

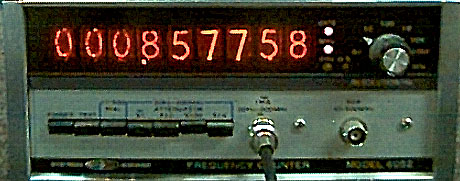

تعتمد عملية القياس عادة على استخدام أداة القياس كوسيلة مادية لتحديد كمية ما أو متحول ما، أي معرفة كم واحدة من وحدات القياس موجودة في القيمة التي يتم قياسها، ويؤدي ذلك إلى تحديد كمية مجهولة لم يكن بالإمكان قياسها بالاعتماد على الحواس البشرية فقط.
ومع تطور التقنيات الصناعية تزداد الحاجة إلى أجهزة قياس أكثر دقة وكمالا.
تعتمد أداة القياس الالكترونية في عملها على المبادئ الكهربائية والالكترونية، ومع تطور التقنيات الصناعية تزداد الحاجة إلى أجهزة قياس أكثر دقة وكمالا وتفتح آفاقاً جديدة في تصميم واستخدام أجهزة القياس. ولاستخدام هذه الأجهزة بالطريقة المثلى يجب فهم طريقة عملها وتقدير صلاحها للاستخدام في مختلف التطبيقات.وتشمل القياسات قياس كميات كهربائية، وقياس كميات غير كهربائية عن طريق تحويلها إلى كميات كهربائية بواسطة الحساسات ومن ثمّ قياسها، ويكون إظهار نتيجة القياس بأحد الشكلين:
- تشـابهي: وذلك بإظهار النتيجة على مدرج أو على شاشة راسم الإشارة.
- رقمي: وذلك بإظهار النتيجة على وحدات إظهار رقمية LED أو على شكل أرقام مطبوعة في جداول من الحاسب.

يجب اختبار العناصر الالكترونية الداخلة في تركيب مقياس معين وتحديد قيمها بشكل دقيق خلال التصميم الذي يسبق التنفيذ، حيث أن ذلك يؤدي إلي: السرعة في التنفيذ، وإجراء التعديلات الضرورية للحصول على النتائج المطلوبة، وحماية العناصر الالكترونية من الانهيار.
إن دقة القياس تعتمد على الشخص الفاحص وعلى جهاز القياس وكذلك على طريقة القياس، ويتطرق مشروعنا هذا إلى أحد طرق قياس التردد

## قـيـاس الـتــردد
يعرف التردد بأنه عدد المرات الذي تكرر فيه الإشارة نفسها خلال واحدة الزمن.
ونعرف الدور T بأنه الفترة الزمنية التي تستغرقه الإشارة قبل أن تبدأ بتكرار نفسها وهو يساوي إلى مقلوب التردد، وذلك له معنى فقط حين يكون التردد ثابتاً.
إن قياس التردد يعد من أهم التقنيات الأساسية. ففي مجال الالكترونيات والتحكم والكثير من فروع التكنولوجيا تستخدم إشارات ذات ترددات مختلفة يلزم معرفتها، وهناك عدة طرق مختلفة لقياس التردد، سنعطي فكرة عامة عن بعض هذه الطرق ثم سنشرح بالتفصيل طريقة قياس التردد عن طريق مقياس التردد الرقمي.

### قياس التردد بواسطة راسم الإشارة
وهي إحدى الطرق التقليدية المشهورة، ويتم القياس حسب الخطوات:
- نطبق الإشارة المراد قياس ترددها على القناة العمودية Y
- نغير مفتاح المسح الأفقي للراسم حتى تظهر الإشارة واضحة على شاشة الراسم.
- نحسب _يدوياً_ عدد المربعات التي تغطي دور الإشارة وليكن N.
- نضرب N بمفتاح المسح الأفقي (الثابت الزمني للمفتاح ts) فيكون دور الإشارة.

T = N ts
ويكون ترددها
f = 1/T = 1/ N ts

### قياس التردد باستخدام منحنيات ليساجو
1. في هذه الطريقة يتم إدخال إشارة ترددها معلوم وقابل للمعايرة وليكن fa إلى القناة الأفقية لراسم الإشارة (channel a)
2. ويتم إدخال التردد المجهول fb إلى القناة العمودية لراسم الإشارة (channel b)، # نضبط راسم الإشارة على نظام (X- Y)
3. الآن نغير في تردد fa حتى يظهر شكل مستقر على شاشة الراسم (منحني ليساجو) وعندها نطبق العلاقة:

Nx / Ny = fb / fa
حيث
Nx : عدد نقاط تقاطع المحور الأفقي مع منحني ليساجو.
Ny : عدد نقاط تقاطع المحور العمودي مع منحني ليساجو.
وتستخدم هذه الطريقة لقياس ترددات ضمن 1 MHz.

## الدارة العملية لمقياس التردد الرقمي
إن الدارة العملية لمقياس التردد الرقمي موضحه بالشكل (1) والتي سيتم شرح عمل أجزاءها بالتفصيل.
الشرح النظري للدارة:
في البداية نقوم بتحويل مطال الإشارة المتغيرة المراد قياس ترددها إلى 5 volt وذلك باستخدام محول كما في الشكل (2)
ثم ندخل خرج المحول على دارة شميث والتي تقوم بتحويل الإشارة من أشكالها المختلفة إلى إشارة مربعة مع الحفاظ على تردد إشارة الدخل.

### مبدأ عمل قادح شميث
تشبه دارة قادح شميث دارات المهتزات، حيث تملك دارة قادح شميث حالتي عمل متعاكستين، تختلف إشارة القدح Trigger Signal2 لدارة قادح شميث عن إشارة قدح المهتزات حيث أن إشارة القدح للمهتزات هي إشارة نبضية، بينما إشارة قدح دارة شميث هي إشارة جهد أو تيار جيبيه. يمكن أن تأخذ إشارة قادح شميث إحدى الحالتين إما الحالة المرتفعة HIGH أو الحالة المنخفضة LOW، وذلك متعلق بجهدين مرجعيين في الدخل:
الأول يدعى بمستوى القدح المنخفض (Lower Trigger Level(LTL، والثاني يدعى بمستوى القدح العلوي (Upper Trigger Level(UTL.
ملاحظة: قمنا باستخدام محول على دخل دارة شميث لأن دارة شميث لا تتحمل إشارات جهد وتيار جيبيه بمطالات كبيرة.
وندخل خرج دارة شميث (الذي هو عبارة عن نبضات مربعة بتردد إشارة الدخل) على دارة AND
<< ننتقل إلى القسم الثاني من الدارة العملية لمقياس التردد الرقمي والذي يحوي على دارة 555 >>

## البنية الداخلية لدارة 555

### الشرح النظري لدارة Monostable
في وضع الاستقرار للدارة يكون خرج الدارة يساوي صفر منطقي والدخل (الطرف 2) في حالة 1 منطقي ويكون الخرج المتمم للقلاب RS في حالة 1 منطقي (والذي يمثل جهد القاعدة للترانزستور) فيكون الترانزستور في حالة الإشباع
وهذا يؤدي إلى تحقق العلاقة
Vce=0v
Vc – Ve = 0
Vc = Ve
لكن Ve = 0
يؤدي إلى أن 	Vc = 0v
فيصل الطرف 7 (الذي يمثل قطب المجمع للترانزستور) مع الأرضي وبالتالي يكون المكثف مقصور وجهد الطرف 6 يساوي الصفر وبالتالي يكون خرج المقارن الثاني مساويا للصفر(لأن الدخل السالب للمقارن الثاني حسب قانون مقسم الجهد هو 2*Vcc / 3) المنطقي وخرج المقارن الأول يساوي صفر منطقي أيضا (لأن الدخل الموجب للمقارن الأول حسب قانون مقسم الجهد يساوي(Vcc / 3)).
في اللحظة التي يتم فيها تطبيق نبضه بجبهة هابطه على الدخل ينخفض جهد الطرف 2 إلى الصفر منطقي فيصبح خرج المقارن الأول مساويا إلى 1 منطقي وخرج الدارة ينتقل إلى حالة 1 منطقي في حين يصبح الخرج المتمم للقلاب يساوي إلى الصفر منطقي ويصبح الترانزستور في حالة قطع فيبدأ المكثف بالشحن من المنبع Vcc عبر المقاومة R وفي اللحظة التي يصل فيها جهد المكثف إلى قيمة 2/3*Vcc ينتقل بعدها خرج المقارن الثاني إلى حالة 1 منطقي بينما يكون خرج المقارن الأول في حالة الصفر المنطقي ويصبح خرج القلاب (خرج الدارة) في حالة صفر منطقي بينما يصبح الخرج المتمم للقلاب في حالة 1 منطقي ويصبح الترانزستور في حالة الإشباع مما يؤدي إلى تفريغ المكثف وبذلك تعود الدارة إلى حالة الاستقرار.
عرض النبضة T في الخرج:
جهد المكثف يعطى بالعلاقة:
[(Vc(t) = Vc(00)+ [ Vc(0) – Vc(00) ] e^[-(t/T
بفرض أن
Vc(0) = 0 and Vc(00) = Vcc
يؤدي إلى أن
[(Vc(t) = Vcc + [0 – Vcc ] e^[-(t/T
{[(Vc(t) = Vcc* {1 – e^[-(t/T
وعندما t = T
يؤدي إلى أن
Vc(T) = (2 / 3)*Vcc
يؤدي إلى أن
[{((2 / 3)*Vcc = Vcc* {1 – e^[-(t/T
نقسم طرفي المعادلة على Vcc
e^[-(t/T)] = 1 / 3
نأخذ لوغاريتم الطرفين
- (T / t) = ln (1 / 3)
T = t * ln (3) =1.1* t
T = 1.1 * R * C
نعود إلى دارة مقياس التردد الرقمي
نجعل عرض النبضة الناتجة عن دارة Monostable مساويا إلى الواحد ثانية وذلك بأخذ قيم مناسبة للمقاومة R والمكثف C.
نصل خرج دارة Monostable إلى الدخل الثاني لدارة And
وبهذه الطريقة نسمح للنبضات المربعة الناتجة عن دارة شميث والتي تمثل تردد الدخل بالمرور عبر دارة And (وذلك في لحظة ورود نبضة من خرج دارة Monostable والتي زمنها 1 second)
وبمعرفة عدد هذه النبضات نكون قد حسبنا تردد الدخل بالثانية وواحدته هرتز Hz
لحساب عدد النبضات المارة عبر دارة AND نقدح بواسطة خرج الدارة AND عداد عشري تصاعدي أول (يعد من 0 إلى 9) حيث أن هذا العداد هو عبارة عن أربع قلابات بحيث يكون تردد القلاب الرابع (الذي يمثل الخانة الأكثر أهمية في العد) يساوي F / 10 حيث F هو تردد قدح القلاب الأول (تردد الدخل المطلوب حسابه)
- نقوم بقدح قلاب تصاعدي عشري ثاني بواسطة خرج القلاب الرابع للعداد الأول بحيث أنه في كل مرة بعد وصول العداد الأول إلى الرقم تسعه يصفر العداد الأول ويعد العداد الثاني عده واحده وهكذا
- نقوم بقدح قلاب تصاعدي عشري ثالث بواسطة خرج القلاب الرابع للعداد الثاني (والذي تردده يساوي (F/10/10 = F/100) بحيث أنه في كل مرة بعد وصول العداد الثاني إلى الرقم تسعه يصفر العداد الأول والثاني ويعد العداد الثالث عده واحده وهكذا
- نصل خرج كل عداد إلى دارة مشفر seven segment وخرج كل مشفر إلى لوحة إظهار seven segment

والتي تعتمد على إضاءة عدد من الليدات الضوئية من أصل سبع ليدات لتشكيل الرقم المطلوب إظهاره، وفي ما يلي شكل لوحة الإظهار:
وبهذا نكون قد حصلنا على مقياس للتردد يقيس تردد إشارة الدخل ضمن المجال (0 إلى 999 Hz)